# 超指向性
超指向性（ちょうしこうせい）もしくはスーパーゲイン（英:Superdirective,Supergain）とは、フェーズドアレイにおける給電位相及び振幅を工夫することにより、アンテナの同一振幅、共相よりも高い指向性利得を獲得する手法である。

## 概要
一般的なアレイアンテナにおける給電は、同一の振幅、および共相励振であって、スタックアンテナもこれに当たり、アンテナの利得は、アレイ数に比例する関係となり、またその間隔は1/2λ以上なければならないため、結局開口数で利得は制限されることになる。
通常のアンテナのスタックがこれに当たる。
一方、超指向性では、アンテナの可視領域を広く取る給電方式をとることによってビーム幅の狭い指向性を達成している。
さらに、アレイの間隔を1/2λ以下にすることでアレイ数を増やすことが出来るため、理論的には指向性を無限に高めることが出来る。
しかしながら、超指向性においては以下の問題が発生する。
- 効率の低下・・・大電流かつ位相の大きく異なるアレイが近接するため
- Q値の増加・・・不可視域への電力放射の増大
- 導体損の増大・・・大電流による抵抗損失による。アンテナ素子の小型化に伴う放射抵抗の減少もある。
- ランダム誤差のロバスト性の低下・・・位相が目標値とずれると効率が大幅に低下する
- 帯域の狭小化・・・Q値の増大による

このため、現実的にはスーパーゲイン効果の極限は起こりえず単に数学上の問題でしかない。
実際にこれを運用するためには以下の対策が考えられる。
- 超伝導体の使用・・・大電流による導体損を抑えられる。ただし交流損失はゼロにならないことに注意。
- ランダム誤差を考慮した期待値の最大化・・・ある程度ではあるが利得低下を抑えられる。
- 小形アンテナの最適化設計・・・素子単位での放射抵抗をできる限り高める。

このような対策を行った上で現実的な制約を考慮しつつ利得の追求やアンテナの小型化を行う必要がある。
また、アンテナの持つ抵抗損失と放射抵抗の比によって、アレイアンテナの利得が最大になるアレイ間隔が異なる。これを把握することでできる限りの高い指向性を得ることができる。